# Cocktails & Dreams
Cocktails & Dreams is een verzamelalbum van de Amerikaanse punkband The Lawrence Arms. Het werd uitgegeven op 21 juni 2005 door het punklabel Asian Man Records en bevat nummers van de twee splitalbums waar de band aan heeft meegewerkt, exclusieve nummers van verscheidene compilatiealbums en een paar nieuwe nummers. De laatste track bevat vier nummers.

## Nummers
1. "Intransit" - 1:59
2. "Quincentuple Your Money" - 3:01
3. "100 Resolutions" - 3:31
4. "There's No Place Like a Stranger's Floor" - 3:24
5. "Hey, What Time Is 'Pensacola: Wings of Gold' on Anyway?" - 4:19
6. "Presenting: The Dancing Machine (The Robot with the Monkey Head)" - 1:27
7. "Overheated" - 4:20
8. "Necrotism: Decanting the Insalubrious (Cyborg Midnight) Part 7" - 1:49
9. "A Boring Story" - 3:02
10. "Faintly Falling Ashes" - 1:20
11. "A Toast" - 2:36
12. "Nebraska" - 3:37
13. "Another Boring Story" - 3:00
14. "Joyce Carol Oates Is a Boring Old Biddy" - 3:28
15. "The Old Timer's 2×4" - 2:19
16. "Turnstiles" / "Old Mexico Way" / "Purple Haze" / "Heaven Help Me" - 19:05

### Oorspronkelijke uitgaves van de nummers
- Track 2-5 waren oorspronkelijk te horen op Present Day Memories, een splitalbum van The Lawrence Arms en The Chinkees uit 2001.
- Track 6 was oorspronkelijk alleen te horen op het compilatiealbum Uncontrollable Fatulence van het label Fat Wreck Chords uit 2002. De oorspronkelijke titel van het nummer is "Presenting: The Dancing Machine (Il Robot Con la Testa di Scimmia)".
- Track 7 is is opgenomen tijdens de opnamesessies voor het studioalbum Apathy and Exhaustion. Het is echter niet eerder uitgegeven.
- Track 8 was opgenomen voor het compilatiealbum Rock Against Bush, Vol. 2 van Fat Wreck Chords uit 2004. De titel, "Necrotism: Decanting the Insalubrious (Cyborg Midnight) Part 7", is een verwijzing naar het album Necroticism - Descanting the Insalubrious van de Britse metalband Carcass.
- Track 9–13 komen oorspronkelijk van het splitalbum Shady View Terrace/The Lawrence Arms uit 2000. Track 10, "Faintly Falling Ashes", is een heropname van een vroegere demo, dat toen nog de titel "Purple Haze" had. Het is een van de bonusnummers die op de laatste track te horen zijn.
- Track 14 is genomen van het compilatiealbum Oil: Chicago Punk Refined van Thick Records uit 2002. Het nummer was eerst getiteld "Where Are You Going, Where Have You Been"s.
- Tracks 15 en 16 zijn heropnames van nummers die oorspronkelijk op het album Ghost Stories te horen waren.
- De laatste track wordt gevolgd door dezelfde bonusnummers die ook op het album Ghost Stories te horen zijn, maar in een verschillende volgorde. Het nummer "Purple Haze" werd later opgenomen met de titel "Faintly Falling Ashes".

## Band
- Chris McCaughan - gitaar, zang
- Brendan Kelly - basgitaar, zang
- Neil Kevin Hennessy - drums